# قندان‌لی
قندان‌لی (ترکی آذربایجانی: Qundanlı) یک منطقهٔ مسکونی در جمهوری آرتساخ است که در استان کاشاتاق واقع شده‌است.